# Sven Hernberg
Sven Gunnar Hernberg, född 25 april 1934 i Helsingfors, död 10 juni 2019, var en finländsk läkare och forskare, specialist i arbetsmedicin. Han var son till Gunnar Hernberg.
Hernberg blev medicine och kirurgie doktor 1967 och utnämndes till professor 1983. Han var 1974–1994 forskningsdirektör vid Institutet för arbetshygien. Han var också medlem i styrelsen för International Comission for Occupational Health (ICOH) och dess ordförande 1993–2000. Med sina nordiska kolleger grundade han tidskriften Scandinavian Journal of Work Environment & Health under 1970-talet och verkade som chefredaktör 1975–2000.
Hernberg forskning har gällt effekterna av bly på röda blodkroppar, effekten av lösningsmedel på centrala nervsystemet, yrkescancer och fosterskador i samband med yrkesexponering. Många av hans forskningsresultat har lett till preventiva åtgärder i yrkeslivet.